# セカンド・キス/リワインド
『セカンド・キス/リワインド』は、1991年4月3日にファンハウスから発売された、稲垣潤一の21枚目となるシングル。

## 解説
11枚目のアルバム「WILL」と同時発売。「セカンド・キス」はビデオCD盤もリリース。ミュージック・ビデオ映像を収録。「リワインド」は関西テレビ系「ホントに本当なの!?」オープング・テーマとして起用された。

## 収録曲
- 両曲/作詞：秋元康、作曲：松本俊明、編曲：萩田光雄

1. セカンド・キス
2. リワインド